# Angel (série télévisée)
Pour les articles homonymes, voir Angel.
Buffy contre les vampires
Angel est une série télévisée américaine en 110 épisodes de 42 minutes, créée par Joss Whedon et David Greenwalt et diffusée du 5 octobre 1999 au 19 mai 2004 sur le réseau The WB. C'est une série dérivée de la série télévisée Buffy contre les vampires.
La série raconte l'histoire d'Angel, un vampire âgé de 272 ans autrefois connu sous le nom d'Angelus. Doté d'une âme depuis qu'il a été maudit par un clan de Bohémiens en 1898, le vampire est en quête de rédemption pour ses actes passés. Il s'installe à Los Angeles et ouvre Angel Investigations, une agence de détective privé, déterminé à aider les personnes en détresse et combattre les créatures démoniaques.  
En France, la série a été diffusée intégralement sur TF6 du 26 mars 2001 au 18 février 2005 et à partir du 20 octobre 2001 sur TF1 (3 premières saisons seulement). Elle est rediffusée à partir de novembre 2008 sur TMC et à partir de 2010 sur France 4. Elle est rediffusée à partir d'octobre 2018 sur AB1. Au Québec, la première saison fut diffusée à partir du 29 août 2002 sur Ztélé et la série intégrale a été diffusée à partir de l'automne 2006 sur Mystère. À partir de 2008, la série aura également droit à une suite en comic book : Angel: After the Fall.

## Synopsis
Après avoir quitté Buffy et Sunnydale, le vampire Angel arrive à Los Angeles. Doté d'une âme depuis qu'il a été maudit par un clan de Bohémiens en 1898, le vampire est en quête de rédemption pour ses actes passés, et est déterminé à aider les personnes en détresse et combattre les créatures démoniaques. Avec l’aide de Doyle, un demi-démon qui reçoit des visions d’individus en danger, et de Cordelia Chase, Angel fonde l’agence de détectives surnaturels Angel Investigations. Après la mort de Doyle, Cordelia découvre avoir hérité de ses visions, et l'ancien Observateur Wesley Wyndam-Pryce rejoint l’équipe. Au fil des années, Angel et son équipe multiplie les sauvetages de personnes en détresse et les affrontements contre plusieurs menaces mystiques et surnaturelles, comme des vampires et des démons en tout genre. Ils sont aidés, occasionnellement ou régulièrement, par différents alliés rencontrés au fur et à mesure de ses aventures.  
Si le vampire doit également lutter contre son propre côté sombre et la tentation de redevenir Angelus, le principal adversaire d'Angel Investigations reste le puissant cabinet d’avocats démoniaque Wolfram & Hart, dont les manipulations influencent nombre de ses ennemis et des événements surnaturels de Los Angeles. La fin de la première saison est marquée par la découverte de la prophétie de Shanshu, selon laquelle un vampire doté d'une âme pourrait redevenir humain. Les saisons suivantes montrent la lutte d'Angel Investigations contre Darla et Drusilla (saison 2), Daniel Holtz et Sarjhan (saison 3), la Bête et Jasmine (saison 4) et Lindsey McDonald, Ève, Marcus Hamilton et les Associés Principaux de Wolfram & Hart (saison 5).   
Les personnages et les relations qu'ils entretiennent les uns avec les autres évoluent grandement au cours de la série. En saison 2, l'équipe s'agrandit avec l'arrivée de Charles Gunn et du démon Lorne, alors que Wolfram & Hart utilise Darla, redevenue humaine, pour tenter de corrompre Angel. Son retour et se transformation perturbe profondément le vampire, jusqu'à provoquer la rupture avec son équipe. Après une nuit avec Darla et une prise de conscience, il revient vers eux. Leur réconciliation s’achève par un voyage à Pylea, d’où ils sauvent Cordelia et la jeune Fred.  Dans la saison 3, alors que Fred s'intègre progressivement à l'équipe, Holtz un chasseur de vampires ennemi d'Angel, revient du passé pour se venger, ce qui provoque un évènement dramatique : par la faute de Wesley, Connor, le fils d'Angel et Darla (pour lequel la vampire s'est sacrifié), est emporté dans une dimension infernale. Il en revient adolescent, avec une haine profonde contre Angel,. Alors qu’Angel espère se rapprocher de son fils, Connor le piège et l’emprisonne au fond de l’océan. Cordelia, sur le point d’avouer son amour à Angel, disparaît en acceptant de devenir une Puissance supérieure, laissant Fred et Gunn seuls. En saison 4, Angel est libéré, Wesley est progressivement réintégré, Gunn et Fred se mettent en couple avant de rompre et Cordelia redescend de sa dimension, possédé par une entité apocalyptique, Jasmine, qui prend le contrôle des esprits humains grâce à sa beauté surnaturelle et cherche à instaurer un ordre mondial totalitaire. L’équipe doit affronter l’illusion de cette paix imposée. Dans la 5ème et dernière saison, Angel et ses alliés acceptent de diriger la branche de Los Angeles de Wolfram & Hart, espérant la démanteler de l’intérieur. Spike, revenu en tant que spectre puis regagnant son corps, se joint à eux. Leur tentative de rédemption culmine dans une lutte contre le Cercle de l'Aiguille Noire, une cabale démoniaque contrôlant les forces du mal.   
Le série s'achève sur une note volontairement ouverte : épuisés, blessés et en infériorité numérique, Angel et ses amis survivants se préparent à livrer un combat mémorable, même s'il est sans espoir, contre une armée infernale se ruant sur eux.  Angel lançant l'assaut, l'épée en main, déclare simplement « Let’s go to work. ».

## Production

### Origines
Joss Whedon, le créateur de la série Buffy contre les vampires, développa le concept d'une série dérivée dédiée au personnage d'Angel et, quand celui-ci quitta la série à la fin de la troisième saison, il était déjà prévu qu'il ait sa propre série l'année suivante.
Les co-créateurs, Joss Whedon et David Greenwalt, ont voulu que la série ait une ambiance plus sombre et plus urbaine que celle de Buffy contre les vampires, dont l'action se déroule dans une petite ville et où l'humour est très présent, et l'ont donc situé à Los Angeles. Malgré tout, les producteurs de la chaîne The WB, détentrice des droits de diffusion de la série, pensèrent que le ton donné dès le début était trop sombre et la série dut adopter une ambiance plus légère que celle prévue à l'origine.

### Producteurs délégués
Si Joss Whedon a été crédité comme producteur exécutif durant l'intégralité de la série, plusieurs auteurs se sont succédé à ses côtés au poste de show runner (responsable au quotidien). David Greenwalt, également co-créateur, n'a en effet exercé ces fonctions que durant les trois premières saisons, avant de se cantonner au poste de producteur consultant. David Simkins fut désigné pour la quatrième saison, mais fut renvoyé après une poignée d'épisodes en raison de divergences artistiques, et fut remplacé par Tim Minear sans avoir été jamais crédité. Pour la cinquième et dernière saison, c'est l'expérimenté Jeffrey Bell qui occupa le poste.
Comme pour Buffy contre les vampires, Fran Rubel Kuzui et son époux, Kaz Kuzui, furent uniquement crédités en raison de leur participation au film originel, et des droits qu'ils détiennent depuis sur toute extension de cet univers.

### Scénaristes
C'est Mutant Enemy, la société fondée par Joss Whedon en 1997, qui abrite les scénaristes de l'intégralité de ses productions télévisuelles et cinématographiques. Les scénaristes les plus crédités sont Tim Minear (18 épisodes), David Greenwalt (17), Jeffrey Bell (13), David Fury (12), Steven S. DeKnight (12), Joss Whedon (11), Mere Smith (11), et Elizabeth Craft et Sarah Fain (8 en collaboration). Les autres scénaristes ayant écrit au moins un épisode de la série sont Shawn Ryan, Ben Edlund, Drew Goddard, Jeannine Renshaw, Howard Gordon, Jim Kouf, Jane Espenson, Doug Petrie, Tracey Stern, Scott Murphy, David H. Goodman, Marti Noxon, Garry Campbell et Brent Fletcher.
Si Buffy contre les vampires et Angel partageaient la majorité de leurs auteurs, certains ont travaillé exclusivement sur l'une ou l'autre série. Ainsi, Jeffrey Bell, Tim Minear, Mere Smith, Elizabeth Craft, Sarah Fain, Ben Edlund, Garry Campbell, Shawn Ryan, Jeannine Renshaw, Jim Kouf, David Herschel Goodman, Tracey Stern et Scott Murphy ont travaillé exclusivement sur Angel. Tim Minear et Ben Edlund ont néanmoins grandement participé à Firefly.

### Arrêt de la série

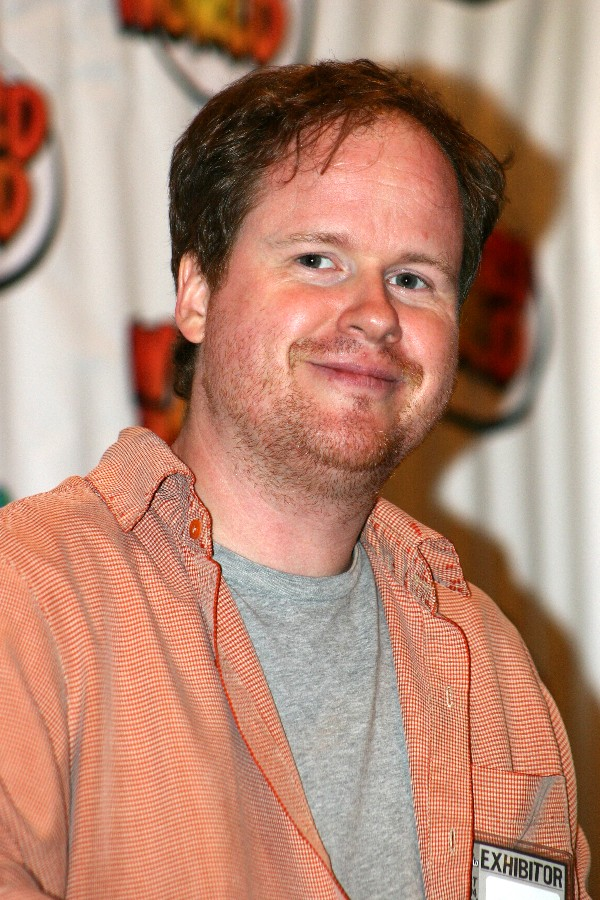
Le co-créateur Joss Whedon, ici au Wizard World Chicago 2004, l'année de fin de la série.

La chaîne The WB annonce le 13 février 2004, alors que la saison 5 d'Angel est en cours de diffusion, que la série ne sera pas renouvelée pour une saison supplémentaire malgré les bons scores d'audience et au grand désarroi de Joss Whedon.
Lors d’une rencontre avec les fans de la série, David Fury, l’un des principaux scénaristes, explique : « La seule raison pour laquelle « Angel » n’a pas continué est simple. Nos audiences étaient à la hausse, au même titre que l’attention des professionnels pour notre travail. Chaque année, de nombreux membres de l’équipe refusent des propositions en espérant que la série continue, sans avoir la moindre confirmation. Pour cette raison, Joss Whedon avait donc demandé à Jordan Levin, à la tête de WB à l'époque, de nous renouveler un peu plus tôt qu’à l’accoutumée. Ce dernier s’est senti un peu le dos au mur et a appelé le lendemain pour prévenir simplement que la série ne reviendrait pas ! (…) On a forcé la main de The WB pour nous renouveler plus tôt qu’ils ne comptaient le faire et Jordan Levin a alors décidé de nous annuler. » David Fury s’est dit « persuadé » que si l’équipe avait attendu les délais tardifs de la chaîne, la série aurait continué.

### Musique
L'univers musical de la série est orienté classique, pop, rock alternatif et indépendant.
Le thème principal, intitulé The Sanctuary, est interprété par le groupe de rock alternatif Darling Violetta, déjà auteur de deux morceaux utilisés pour la saison 3 de Buffy contre les vampires. Une version longue a été enregistrée pour l'album sorti en 2005, Angel: Live Fast, Die Never.
Cet album regroupe des extraits de la bande originale composée par Robert J. Kral et Douglas Romayne pour les cinq saisons de la série, avec la collaboration d'Elin Carlson. On y retrouve également un morceau de Christophe Beck, le compositeur officiel de Buffy contre les vampires, un de Kim Richey, le titre Touched, du groupe VAST, et enfin des interprétations d'Andy Hallett (Lorne), et Christian Kane (Lindsey McDonald), issues de leur passage au Caritas, le bar-karaoké pour démons des trois premières saisons de la série.

### Lieux de tournage
La grande majorité des épisodes de la série a été tournée à Los Angeles.

### Format
Au départ, chaque épisode d'Angel était une histoire indépendante qui impliquait le personnage principal. Par la suite, les épisodes ont commencé à contribuer à l'avancement d'un arc narratif plus grand. L'exemple le plus flagrant en est la saison 4, où presque chaque épisode contribuait à l'arc narratif principal et débutait souvent là où le précédent s'était terminé. La série mêle plusieurs genres, parmi lesquels les plus présents sont l'horreur, les arts martiaux, la comédie romantique, le mélodrame, la farce et la screwball comedy.
La narration tourne autour d'Angel et de son équipe, qui ont fondé une agence de détectives appelée Angel Investigations et qui se consacrent à lutter contre les forces démoniaques et surnaturelles et à aider les gens dans le besoin. Les relations entre les personnages sont évidemment explorées tout au long de la série et se complexifient avec le temps, mais le point central reste Angel et sa quête de rédemption.

## Les personnages

### Personnages principaux

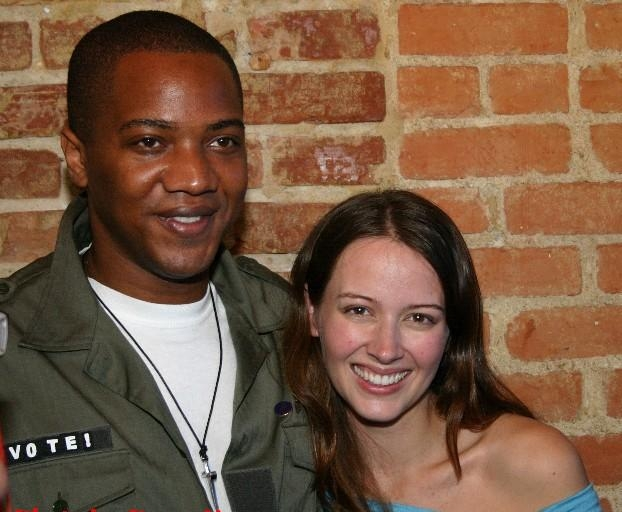
Amy Acker et J. August Richards, les deux additions au casting principal de la saison 2.

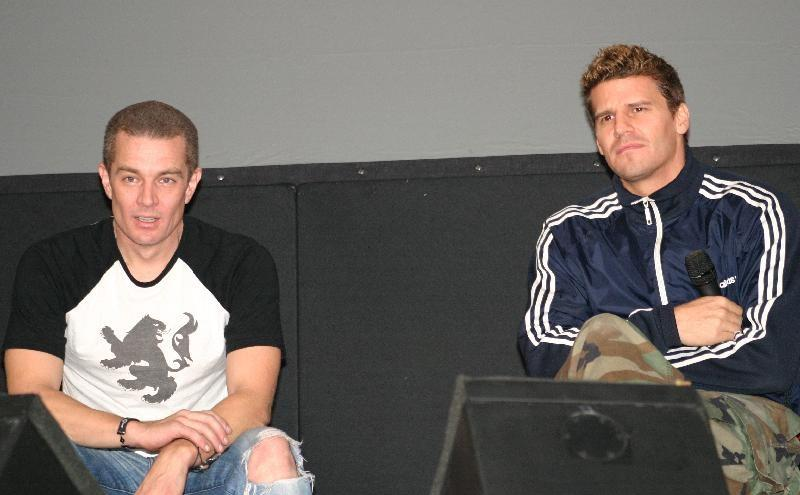
James Marsters et David Boreanaz, le nouveau tandem de la dernière saison, à une convention en 2004.

La série est centrée sur Angel (David Boreanaz), un vampire âgé de plus de deux cents ans connu sous le nom d'Angelus durant la période où il a semé la terreur au service du mal. Il a été maudit par des Bohémiens qui lui ont rendu son âme humaine afin que sa conscience le tourmente sans arrêt. Après avoir quitté Sunnydale, il s'est installé à Los Angeles comme détective privé. Il y poursuit sa quête de rédemption.
Il est, dans les tout premiers épisodes, assisté par Allen Francis Doyle (Glenn Quinn), un Irlandais mi-humain, mi-démon doté du don de clairvoyance, et tous deux sont rejoints par Cordelia Chase (Charisma Carpenter), qui vient elle aussi de Sunnydale et dont la personnalité de fille vaniteuse et superficielle évolue pour devenir celle d'une vraie héroïne. Après la mort de Doyle, dans le neuvième épisode, Wesley Wyndam-Pryce (Alexis Denisof), ancien observateur timoré d'origine anglaise, met ses talents en matière d'occultisme au service d'Angel et prend peu à peu de l'assurance. 
Dans la saison 2, l'équipe est augmentée par l'arrivée de Charles Gunn (J. August Richards), un chef de gang chasseur de vampires, puis par celle de Winifred Burkle (Amy Acker), une jeune scientifique qu'Angel a sauvé de la dimension de Pylea. Lorne (Andy Hallett), un démon pacifique pouvant lire dans les pensées des gens lorsqu'ils chantent, rejoint également le groupe. La saison 3 voit la naissance de Connor (Vincent Kartheiser), le fils d'Angel et de Darla qui est enlevé peu après sa naissance et, emmené dans une autre dimension, en revient déjà adolescent et animé d'un désir de vengeance contre son père. 
La dernière saison de la série voit l'arrivée de Spike (James Marsters), ancien partenaire et rival vampirique d'Angel, qui est lui aussi désormais doté d'une âme et qui aide Angel à contrecœur malgré leur inimitié. Harmony Kendall (Mercedes McNab) est également une vampire ainsi qu'une ancienne amie de Cordelia et travaille comme secrétaire d'Angel quand celui-ci prend ses fonctions chez Wolfram & Hart. Enfin, Illyria (Amy Acker) est un très ancien démon qui, après avoir pris possession du corps de Fred, rejoint également l'équipe en tentant de s'adapter à ce monde qu'elle découvre.
| Personnage               | Acteur             | Personnage régulier                 | Personnage récurrent                                     | Voix françaises          |
| ------------------------ | ------------------ | ----------------------------------- | -------------------------------------------------------- | ------------------------ |
| Angel                    | David Boreanaz     | Saisons 1 à 5                       |                                                          | Patrick Borg             |
| Cordelia Chase           | Charisma Carpenter | Saisons 1 à 4                       | Saison 5 (Épisode 12)                                    | Malvina Germain          |
| Allen Francis Doyle      | Glenn Quinn        | Saison 1 (9 premiers épisodes)      |                                                          | Ludovic Baugin           |
| Wesley Wyndam-Pryce      | Alexis Denisof     | Saisons 1 à 5                       | Saison 1 (Épisode 10)                                    | Éric Legrand             |
| Charles Gunn             | J. August Richards | Saisons 2 à 5                       | Saison 1 (3 derniers épisodes)                           | Bertrand Liebert         |
| Winifred « Fred » Burkle | Amy Acker          | Saisons 3 à 5 (épisodes 1 à 16)     | Saison 2 (4 derniers épisodes)                           | Léa Gabriele             |
| Lorne                    | Andy Hallett       | Saisons 4 (6 derniers épisodes) à 5 | Saisons 2 à 4 (épisodes 1 à 16)                          | Pierre-François Pistorio |
| Connor                   | Vincent Kartheiser | Saison 4                            | Saisons 3 (4 derniers épisodes) et 5 (épisodes 18 et 22) | Yoann Sover              |
| Spike                    | James Marsters     | Saison 5                            | Saisons 1 (épisode 3) et 2 (épisode 7)                   | Serge Faliu              |
| Harmony Kendall          | Mercedes McNab     | Saison 5 (6 derniers épisodes)      | Saison 2 (épisode 17) et 5 (épisodes 1 à 16)             | Valérie Siclay           |
| Illyria                  | Amy Acker          | Saison 5 (6 derniers épisodes)      | Saison 5 (épisode 16)                                    | Léa Gabriele             |

Photos des acteurs principaux
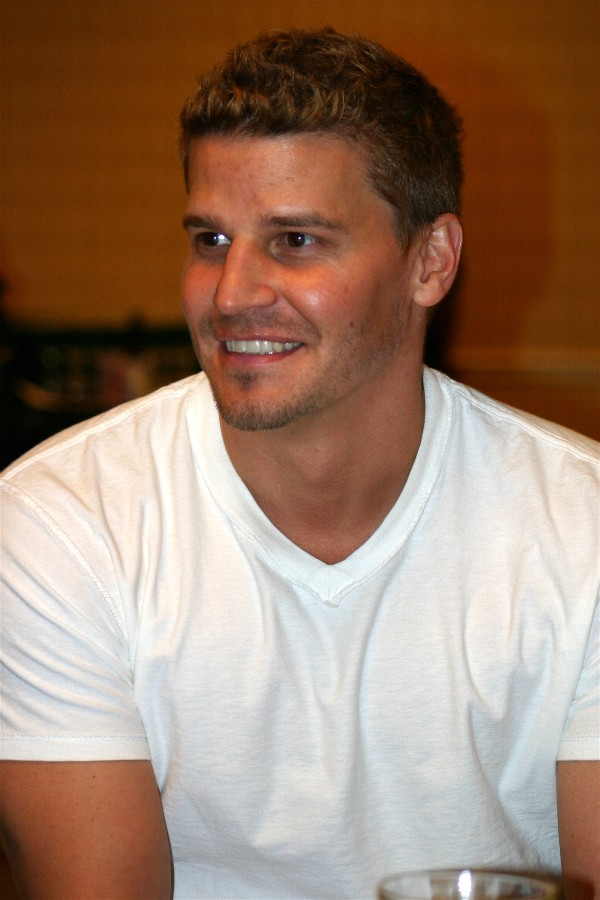
David Boreanaz interprète Angel
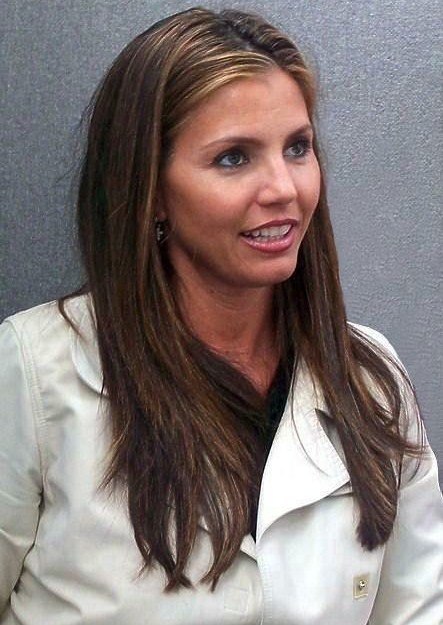
Charisma Carpenter interprète Cordelia Chase
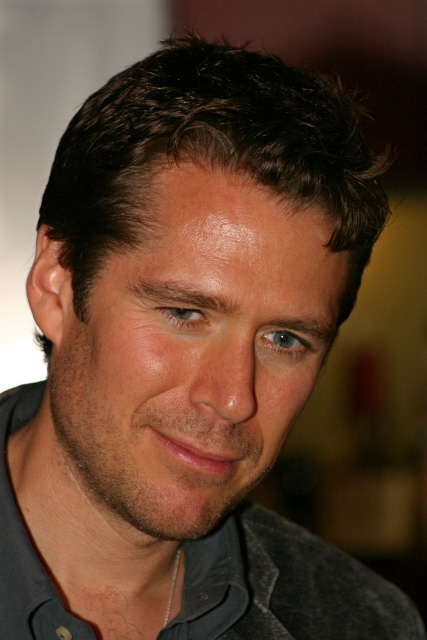
Alexis Denisof interprète Wesley Wyndam-Pryce
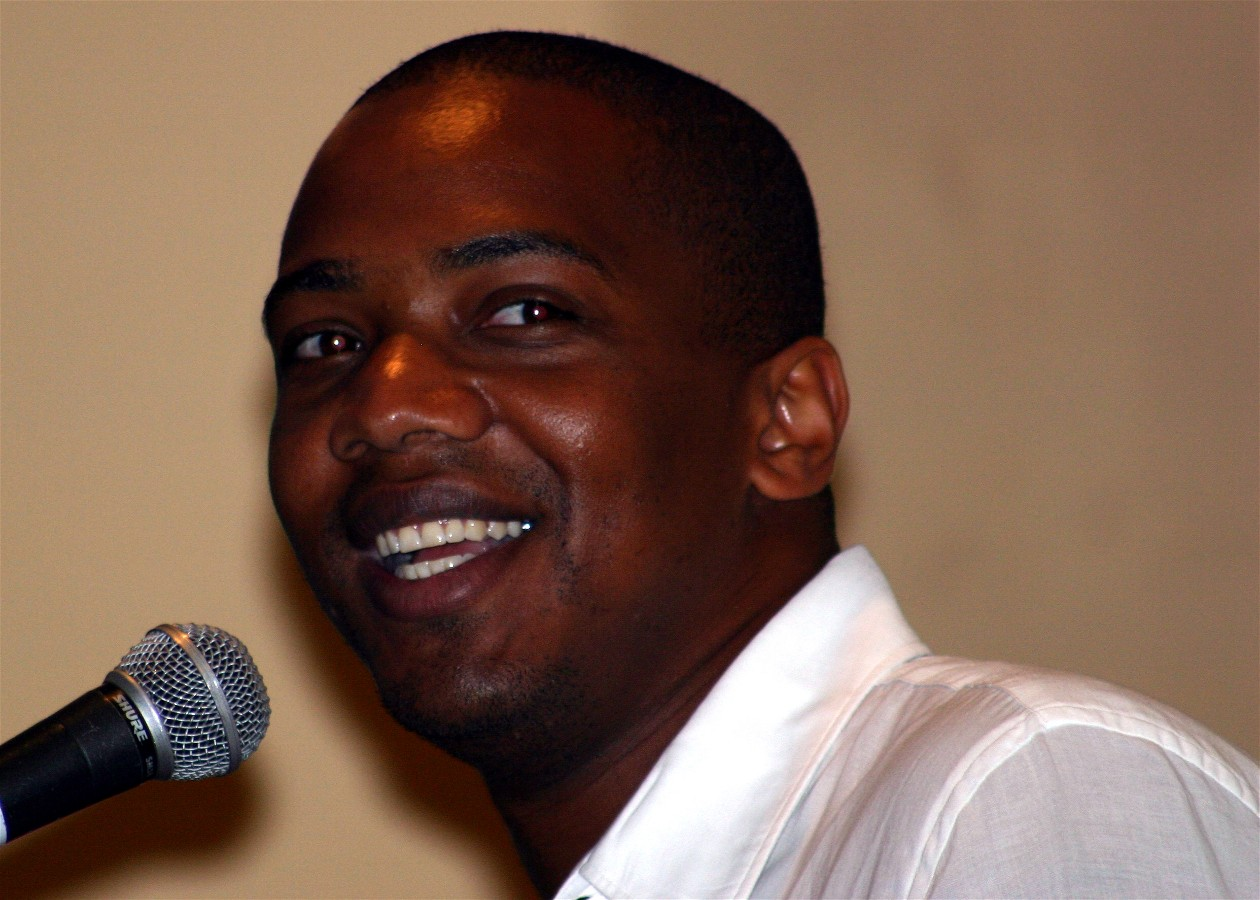
J. August Richards interprète Charles Gunn
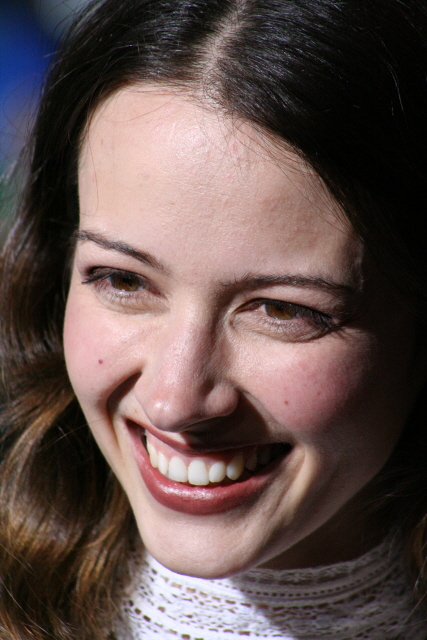
Amy Acker interprète Winifred « Fred » Burkle / Illyria
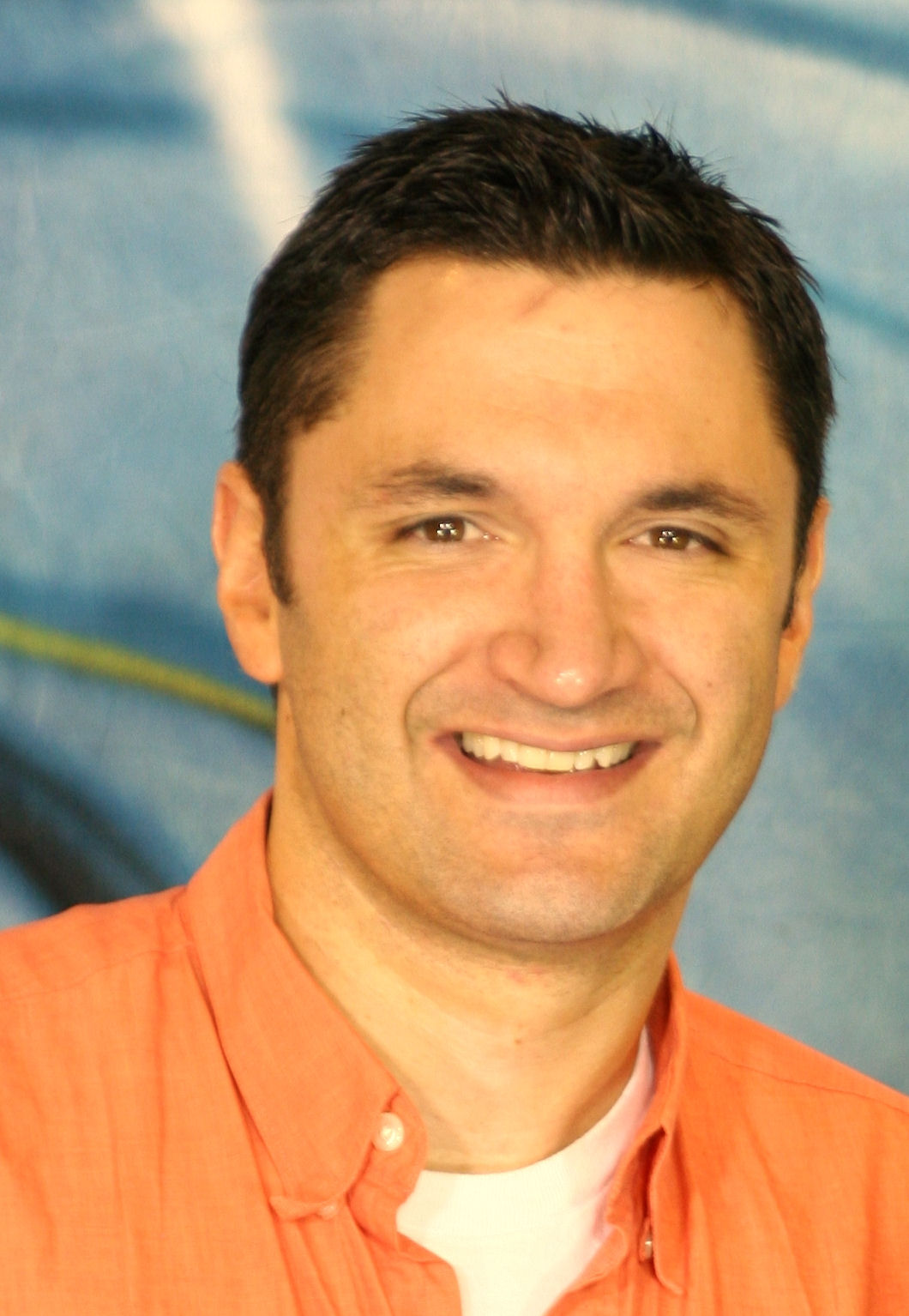
Andy Hallett interprète Lorne
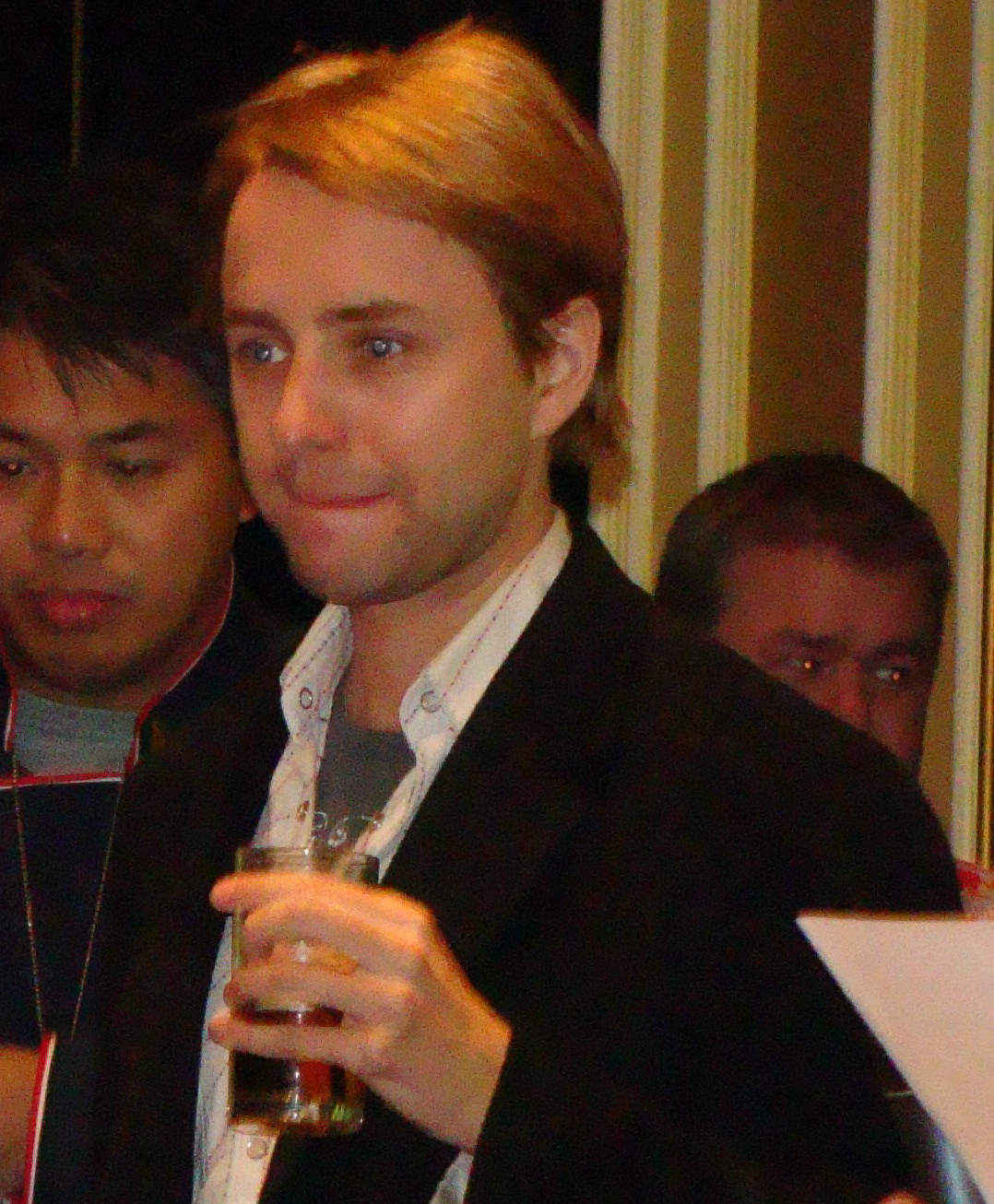
Vincent Kartheiser interprète Connor
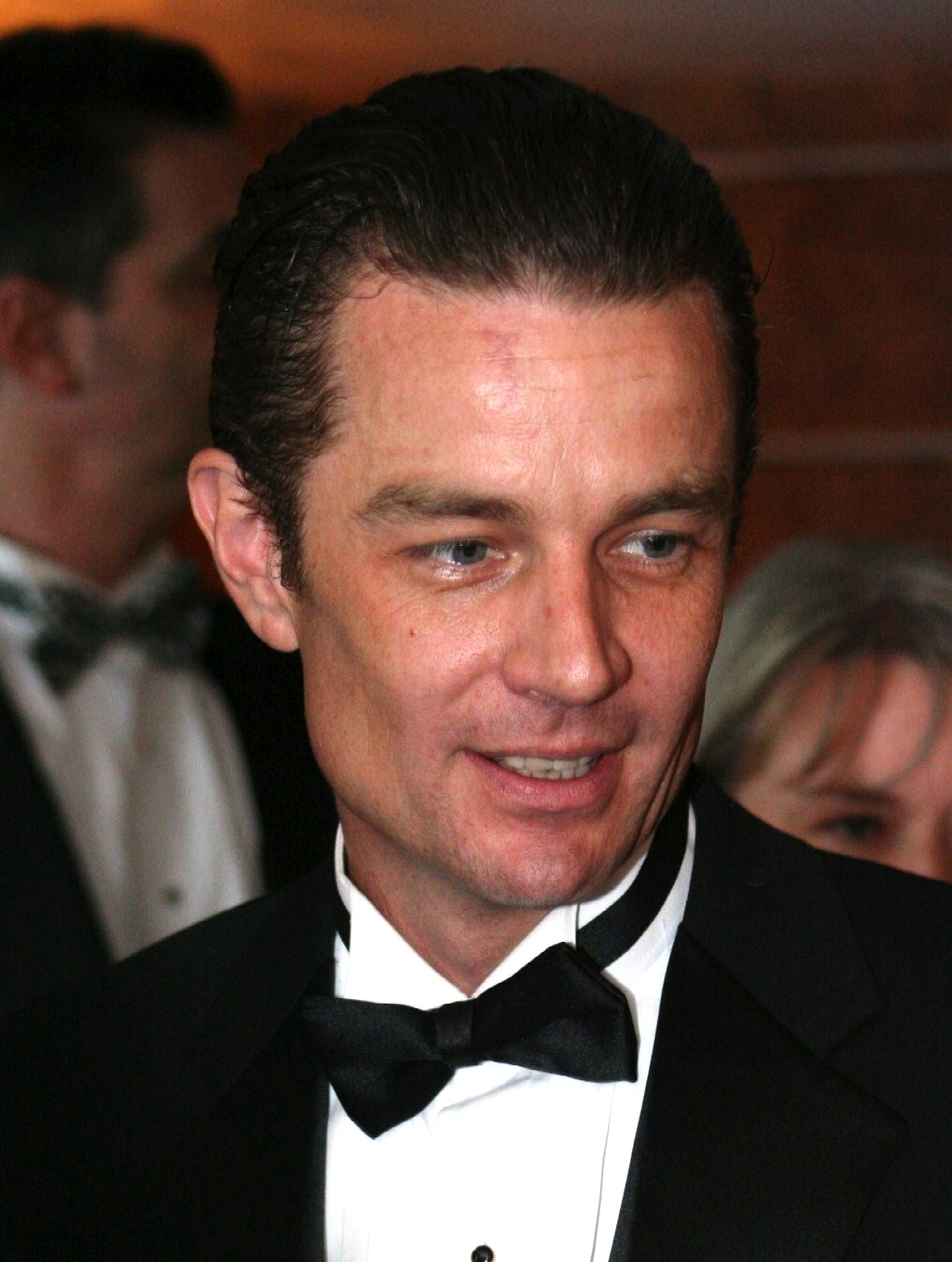
James Marsters interprète Spike
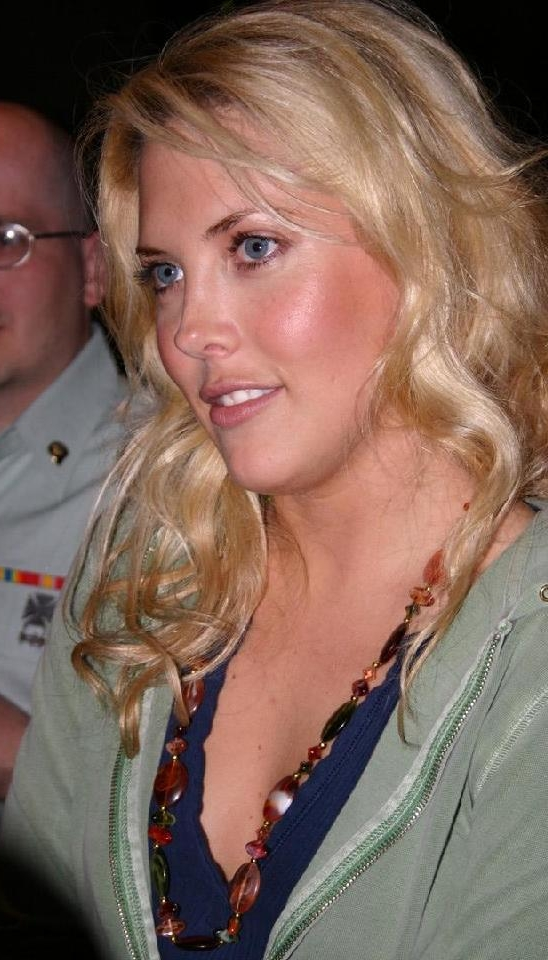
Mercedes McNab interprète Harmony Kendall

### Personnages secondaires

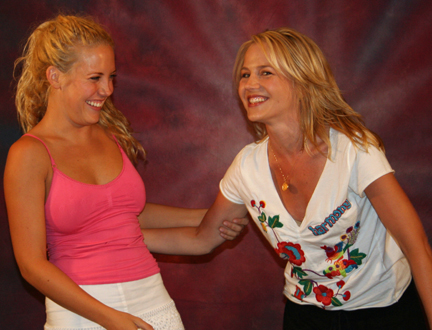
Les actrices Mercedes McNab et Julie Benz, en 2005.

Tout au long de la série, de nombreux personnages font des apparitions régulières, que ce soit en tant qu'alliés ou qu'antagonistes d'Angel et de son équipe. Lilah Morgan (Stephanie Romanov) et Lindsey McDonald (Christian Kane), tous deux au service de Wolfram & Hart, ainsi que Darla (Julie Benz), qui a fait d'Angel un vampire, et Kate Lockley (Elisabeth Röhm), un inspecteur de police de Los Angeles, sont ceux qui apparaissent le plus souvent. 
Des personnages de la série Buffy contre les vampires font également quelques apparitions dans la série, notamment Buffy Summers, Willow Rosenberg, Oz, Andrew Wells et surtout Faith Lehane qui joue un rôle important dans les saisons 1 et 4. 
| Personnage       | Interprète            | Voix françaises       | Invités / Récurrents                                        |
| ---------------- | --------------------- | --------------------- | ----------------------------------------------------------- |
| Buffy Summers    | Sarah Michelle Gellar | Claire Guyot          | Saison 1 (épisodes 8 et 19)                                 |
| Darla            | Julie Benz            | Charlotte Marin       | Saisons 1 à 3, saison 4 (épisode 17), saison 5 (épisode 20) |
| Faith Lehane     | Eliza Dushku          | Sophie Riffont        | Saisons 1, 2 et 4                                           |
| Kate Lockley     | Elisabeth Röhm        | Christiane Jean       | Saisons 1 et 2                                              |
| Lilah Morgan     | Stephanie Romanov     | Emmanuèle Bondeville  | Saisons 1 à 4                                               |
| Lindsey McDonald | Christian Kane        | Xavier Fagnon         | Saisons 1, 2 et 5                                           |
| Holland Manners  | Sam Anderson          | Vania Vilers          | Saisons 1 et 2                                              |
| Willow Rosenberg | Alyson Hannigan       | Virginie Ledieu       | Saison 2 (épisodes 17 et 22) et Saison 4 (épisode 15)       |
| Drusilla         | Juliet Landau         | Dorothée Jemma        | Saisons 2 et 5                                              |
| Groosalugg       | Mark Lutz             | Bruno Choël           | Saisons 2 et 3                                              |
| Gavin Park       | Daniel Dae Kim        | Christian Visine      | Saisons 2, 3 et 4                                           |
| Daniel Holtz     | Keith Szarabajka      | Pierre Forest         | Saison 3                                                    |
| Justine Cooper   | Laurel Holloman       | Laurence Dourlens     | Saisons 3 et 4                                              |
| Sahjhan          | Jack Conley           | Jean-François Vlérick | Saisons 3 et 5                                              |
| Skip             | David Denman          | Philippe Vincent      | Saisons 3 et 4                                              |
| Jasmine          | Gina Torres           | Odile Schmitt         | Saison 4                                                    |
| La Bête          | Vladimir Kulich       | Marc Alfos            | Saison 4                                                    |
| Eve              | Sarah Thompson        | Laura Blanc           | Saison 5                                                    |
| Andrew Wells     | Tom Lenk              | Laurent Morteau       | Saison 5                                                    |
| Marcus Hamilton  | Adam Baldwin          | Pascal Germain        | Saison 5                                                    |

## Épisodes
La série comporte 5 saisons de 22 épisodes, soit un total de 110 épisodes d'une durée d'environ 42 minutes.

### Cross-overs
Angel est une série dérivée (spin-off) de la série Buffy contre les vampires. Plusieurs crossover ont émaillé la diffusion des deux séries. En clair, leurs scénarios en principe indépendants ont, en tant qu'éléments d'un même ensemble, des évènements en commun et se sont mutuellement influencés. Cet exercice narratif témoigne avant tout d'une maîtrise totale de l'écriture, et contribue au développement d'un univers cohérent et complexe : le buffyverse.
Saison 1 (1999-2000)
- Buffy - Disparitions sur le campus (4x01) : Lors de son passage à la maison, Buffy reçoit un appel téléphonique, mais personne ne parle: il s'agit d'Angel (Angel - Bienvenue à Los Angeles (1x01)).
- Angel - La Pierre d'Amarra (1x03) : à la suite des événements de la série mère (Désillusions (4x03)), Oz, sur la demande de Buffy, vient remettre à Angel une bague rendant son porteur immortel. Spike l'a suivi et tente de dérober la bague mais retourne à Sunnydale à la suite d'un échec. Angel décide de détruire la bague.
- Buffy - L'Esprit vengeur (4x08) : à la suite d'une vision de Doyle, Angel retourne à Sunnydale incognito pour protéger Buffy d'une menace mortelle. Il y croise certains membres du Scoobygang mais ne parle pas à Buffy qui découvre la présence d'Angel à la suite d'une « erreur » d'Alex.
- Angel - Je ne t'oublierai jamais (1x08) : Buffy vient s'expliquer avec Angel à la suite de son passage à Sunnydale qu'il avait pourtant tenté de cacher (Buffy - L'Esprit vengeur (4x08)).
- Angel - Cadeaux d'adieu (1x10) : Wesley Wyndam-Price (personnage de la saison 3 de Buffy) rejoint Angel Investigations.
- Angel - Cinq sur cinq (1x18) : Faith arrive à L.A, après avoir usurpé l'identité de Buffy (Buffy - Une revenante, partie 1 - Une revenante, partie 2 (4x15-4x16) et tente de forcer Angel à la tuer.
- Angel - Sanctuaire (1x19) : Buffy vient confronter Faith, qui se livre finalement d'elle-même à la police. Buffy soupçonne l'autre Tueuse d'avoir une relation avec le vampire, mais Angel le nie. Buffy et Angel se quittent après une scène d'explication houleuse au commissariat.
- Buffy - Facteur Yoko (4x20) : Angel revient à Sunnydale à la suite de sa dispute avec Buffy concernant Faith et Riley. Buffy et Angel s'expliquent sur leur relation qui semble donc bel et bien terminée.
- Angel - Le Manuscrit (1x22) : Darla est ressuscitée par Wolfram & Hart. Elle avait été tuée par Angel dans l'épisode 1x07 de Buffy (Alias Angelus).

Saison 2 (2000-2001)
- Angel - Le Jugement (2x01) : Angel rend visite à Faith en prison à Los Angeles. On voit également, à l'entrée de Caritas, un démon télépathe de l'espèce ayant contaminé Buffy dans la saison 3.
- Angel - Darla (2x07) : épisode de flashbacks centrés sur Darla. Parallèlement, dans la série mère, Spike raconte à Buffy comment il a vaincu deux tueuses de vampires (La Faille (5x07)). Leurs flashbacks se croisent lorsque Spike se fait transformer par Drusilla, puis lors de l'assassinat par Spike de la tueuse d'origine chinoise au cours de la révolte des Boxers. Deux points de vue différents sur certains événements mythologiques cruciaux, pour ce qui reste le plus grand cross-over des deux séries.
- Angel - L'Épreuve (2x09) : Drusilla est de retour, après s'être enfuie de Sunnydale (saison 2).
- Buffy - La Déclaration (5x14) : Après avoir failli être brûlée par Angel avec Darla, Drusilla se rend à Sunnydale pour récupérer Spike, mais ce dernier tente de la tuer pour prouver son amour à Buffy.
- Angel - Amie ou ennemie (2x17) : Harmony rend visite à Cordelia après s'être fait plaquer par Spike. Cordelia appelle Willow pour en savoir plus sur son ancienne amie, la croyant devenue lesbienne. Cordelia découvre ainsi que son interlocutrice est lesbienne et qu'Harmony est en réalité devenue un vampire. Willow appelle ensuite Angel, inquiète pour Cordelia.
- Buffy - Pour toujours (5x17) : Angel va voir Buffy à Sunnydale, à la suite du décès de Joyce.
- Angel - Fin de règne (2x22) : Willow attend Angel à l'Hôtel Hyperion pour lui annoncer la mort de Buffy lors de son combat contre Gloria.

Saison 3 (2001-2002) Les crossovers ne sont plus d'actualité, car la série Buffy contre les vampires cesse d'être diffusée sur The WB, au profit de UPN. Les interactions se font hors caméra.
- Angel - À cœur perdu (3x01) : Angel s'est isolé à la suite de l'annonce de la mort de Buffy.
- Angel - Dans la peau d'Angel (3x04) : Annonce, par téléphone, de la résurrection de Buffy.
- Buffy - La Tête sous l'eau (6x04) : Angel donne rendez-vous à Buffy par téléphone et la jeune femme s'empresse de s'y rendre.
- Angel - Les Démons du passé (3x05) : Buffy et Angel se rencontrent, à mi-chemin entre Sunnydale et Los Angeles. Cordelia et Wesley parodient ce qu'ils imaginent être leur rencontre au début de l'épisode. Les scénaristes font dire à Cordelia: « On ne saura jamais » lorsque Angel revient à Los Angeles, clin d'œil aux fans qui pensaient pour la plupart la même chose au début de cet épisode.

Saison 4 (2002-2003) Les cross-overs reprennent, mais sont exceptionnels.
- Angel - Le Retour de Faith (4x13) : Faith s'évade de prison, avec l'aide de Wesley.
- Angel - Libération (4x14) : Faith affronte Angelus.
- Buffy - Un lourd passé (7x17) : Willow reçoit un coup de téléphone de Fred qui lui demande de venir les aider.
- Angel - Orphée (4x15) : Willow arrive à l'hôtel à la suite de l'appel de Fred, et rend son âme à Angel. Puis, Faith repart à Sunnydale avec Willow.
- Angel - Une vraie famille (4x22) : Angel se voit remettre par Lilah Morgan une amulette susceptible d'aider Buffy.
- Buffy - La Fin des temps (7x21 - 7x22) : Angel se rend à Sunnydale, où Buffy s'apprête à affronter la Force. La Tueuse et le vampire rompent officiellement mais laissent une chance à leur relation pour plus tard.

Saison 5 (2003-2004) La série Buffy s'étant achevée, Angel voit Spike et Harmony rejoindre la distribution, et donne sporadiquement des nouvelles du Scooby Gang.
- Angel - Conviction (5x01) : Harmony devient la secrétaire d'Angel, récemment promu directeur de la branche de L.A de Wolfram & Hart. Par la suite, l'amulette qui a brulé Spike à la fin de Buffy apparait chez Wolfram & Hart et Spike revient.
- Angel - Folle (5x11) : Andrew, devenu observateur, vient récupérer une tueuse de vampires psychotique qu'Angel veut faire enfermer.
- Angel - La Fille en question (5x20) : La fille en question, c'est Buffy, que Spike et Angel se contentent finalement d'apercevoir lors d'une mission en Italie. Ils rencontrent en revanche Andrew, et quelques flash-back éclairent le passé des deux vampires et de leurs compagnes respectives. Dans les comics de Buffy contre les vampires, Saison huit, on apprend que lors de cet épisode, il ne s'agissait que d'une doublure de Buffy servant à protéger la vraie Buffy de ses ennemis.

## Thèmes et analyses
Alors que Buffy contre les vampires était centrée autour des angoisses de l'adolescence, Angel vise plutôt un public de jeunes adultes et nous présente l'évolution de certains personnages tels que Cordelia Chase ou Wesley Wyndam-Pryce, qui étaient présentés comme superficiels ou peu sûrs d'eux dans la série Buffy et qui vont ici acquérir une plus grande maturité et même commettre des actes ambigus pour certains d'entre eux. De la même manière que Buffy était un hommage et une parodie des films d'horreur, Angel en fait de même pour le film noir. Le producteur Kelly Manners dit à ce sujet : « Angel est une série sombre sur un homme qui cherche la rédemption. Il y a une métaphore alcoolique dans Angel car son héros est un type qui n'est jamais qu'à un verre de retomber dans le mal. » Aider ceux qui en ont besoin est une façon de trouver cette rédemption, d'une manière similaire à celle des détectives de films noirs et, à une occasion, Angel est d'ailleurs comparé au célèbre détective de fiction Philip Marlowe dans l'épisode Cher amour de la saison 2.
Le style de la série a néanmoins évolué considérablement au fil du temps et cette ambiance de film noir est progressivement mise de côté en faveur d'une lutte à grande échelle contre le mal, personnifié par la firme d'avocats Wolfram & Hart. La mythologie inhérente à la série et les intrigues deviennent de plus en plus complexes dans les dernières saisons et les thèmes explorés sont notamment l’ambiguïté morale, le prix de la violence et le libre arbitre, bien que le thème central soit toujours la lutte d'Angel pour sa rédemption et son rôle de champion défendant les opprimés.
Angel dépeint les sentiments de solitude, de danger et de dureté liés à la mégalopole de Los Angeles. Le contraste établi entre le monde sûr et ordonné du jour et celui, dangereux et chaotique, de la nuit est une caractéristique du film noir et, en nous présentant un personnage principal qui vit uniquement la nuit, la série exploite les mêmes thèmes d'une manière plus dramatique et métaphorique. La série joue sur le lien entre Angel et Los Angeles pour présenter une ville dont la nature est double, avec d'un côté le « stéréotype de la ville ensoleillée, des Beach Boys et de Walt Disney » et de l'autre « un lieu empli de souffrance, d'anonymat, d'aliénation et de rêves brisés ». Les scénaristes explorent au fil des saisons les aspects les plus sombres de leurs personnages, notamment Angel qui commet un certain nombre d'actions moralement douteuses et revient même pendant un temps à sa personnalité maléfique d'Angelus, mais aussi ceux des autres personnages principaux.

## Accueil

### Audience
Aux États-Unis, la série Angel a connu les scores d'audience suivants :
- Saison 1 : 4,80 millions de téléspectateurs[12]
- Saison 2 : 4,10 millions de téléspectateurs (4,90 millions avec les rediffusions)[13]
- Saison 3 : 4,40 millions de téléspectateurs (4,50 millions avec les rediffusions)[14]
- Saison 4 : 3,88 millions de téléspectateurs (3,90 millions avec les rediffusions)[15]
- Saison 5 : 3,97 millions de téléspectateurs (4,30 millions avec les rediffusions)[16]

| Saison | Nombre d’épisodes | Diffusion originale | Diffusion originale | Diffusion originale | Diffusion originale            |
| Saison | Nombre d’épisodes | Années              | Début de saison     | Fin de saison       | Audience moyenne (en millions) |
| ------ | ----------------- | ------------------- | ------------------- | ------------------- | ------------------------------ |
| 1      | 22                | 1999-2000           | 5 octobre 1999      | 23 mai 2000         | 4,80                           |
| 2      | 22                | 2000-2001           | 26 septembre 2000   | 21 mai 2001         | 4,10                           |
| 3      | 22                | 2001-2002           | 24 septembre 2001   | 20 mai 2002         | 4,40                           |
| 4      | 22                | 2002-2003           | 6 octobre 2002      | 7 mai 2003          | 3,88                           |
| 5      | 22                | 2003-2004           | 1er octobre 2003    | 19 mai 2004         | 3,97                           |

### Distinctions
Cette section récapitule les principales récompenses et nominations obtenues par la série. Pour une liste plus complète, se référer à l'Internet Movie Database.

#### Récompenses

##### International Horror Guild Awards
- 2001 : Meilleure série télévisée

##### Saturn Awards
- 2000 : Meilleur acteur de série télévisée : David Boreanaz pour Angel
- 2003 : Meilleur acteur de série télévisée : David Boreanaz pour Angel
- 2004 : Meilleure série télévisée
- 2004 : Meilleur acteur de série télévisée : David Boreanaz pour Angel
- 2004 : Meilleur second rôle masculin dans une série télévisée : James Marsters pour Spike
- 2004 : Meilleur second rôle féminin dans une série télévisée : Amy Acker pour Winifred Burkle

#### Nominations

##### Emmy Awards
- 2000 : Meilleur maquillage

##### Saturn Awards
- 2000 : Meilleure série télévisée, Meilleure actrice dans un second rôle (Charisma Carpenter)
- 2001 : Meilleure série télévisée, Meilleur acteur (David Boreanaz), Meilleure actrice (Charisma Carpenter), Meilleur acteur dans un second rôle (Alexis Denisof), Meilleure actrice dans un second rôle (Juliet Landau)
- 2002 : Meilleure série télévisée, Meilleur acteur (David Boreanaz)
- 2003 : Meilleure série télévisée, Meilleure actrice (Charisma Carpenter), Meilleur acteur dans un second rôle (Alexis Denisof), Meilleure actrice dans un second rôle (Amy Acker)
- 2004 : Meilleur acteur dans un second rôle (Alexis Denisof), Meilleure actrice dans un second rôle (Charisma Carpenter)
- 2005 : Meilleure série télévisée, Meilleur acteur dans un second rôle (James Marsters), Meilleure actrice dans un second rôle (Amy Acker)

##### Satellite Awards
- 2003 : Meilleur acteur dans une série dramatique (David Boreanaz), Meilleur acteur dans un second rôle de série dramatique (Andy Hallett), Meilleure actrice dans un second rôle de série dramatique (Amy Acker et Gina Torres)

##### Prix Hugo
- 2003 : Meilleur épisode de série télévisée ou court-métrage : Les Coulisses de l'éternité
- 2005 : Meilleur épisode de série télévisée ou court-métrage : Les Marionnettes maléfiques et L'Ultime Combat

##### International Horror Guild Awards
- 2003 : Meilleure série télévisée
- 2004 : Meilleure série télévisée

## Produits dérivés

### Comics
La suite de la série Angel intitulé par ses créateurs Angel: After the Fall est le nom donné à la saison 6 de la série, distribuée sous forme de comics publiés par IDW Publishing à partir de novembre 2007 jusqu'au mois d'avril 2011. Composée de 17 numéros, soit un total de 44 chapitres, écrits par Bryan Lynch sous la supervision de Joss Whedon, cette saison débute après les événements du final de la saison 5. Los Angeles a été envoyé en Enfer par Wolfram & Hart pour faire payer au vampire sa rébellion et la destruction du Cercle de l'Aiguille Noire. Angel, qui redevient humain à cause des associés principaux, tente toujours de protéger les innocents avec ses équipiers Spike, Illyria, Lorne, Gunn devenu vampire et s'opposant à Angel, Gwen Raiden, Connor le fils d'Angel et Wesley devenu le nouveau lien avec les Associés principaux. À la suite de nombreux combats, de nouvelles rencontres et de la mort de Connor, Angel parvient à ramener Los Angeles dans sa dimension, avec la magie, juste avant que Wolfram & Hart n'agissent et parvient à sauver ses amis sauf Wesley qui est mort avant l'intervention de Wolfram & Hart dans la ruelle derrière l'hôtel Hypérion (L'Ultime Combat). Le principal méchant de cette saison 6 se trouve être le loup, le cerf et le bélier (Wolf, Ram & Hart). D'autres numéros ont suivi, écrits par Kelley Armstrong (#18-22), puis à nouveau par Bryan Lynch (#23-27), Bill Willingham (#28-38) et David Tischman (#39-44). Des mini-séries et autres one-shots ont également vu le jour.
Depuis septembre 2011, une nouvelle série de comics poursuit les aventures d'Angel. Cette nouvelle série, nommée Angel and Faith, se déroule en même temps que Buffy contre les vampires, Saison neuf. Angel est désormais accompagné par Faith et tous deux vivent à Londres ou ils espèrent obtenir leur rédemption. De plus, Angel cherche un moyen de ressusciter Giles, l'observateur de la Tueuse de vampires Buffy Summers, qu'il a tué à la fin de la saison 8 en comics lorsqu'il était sous l'emprise de Twilight.

### Romans
Ces adaptations, publiées par Pocket Books aux États-Unis, et Fleuve Noir en France, ont été publiés parallèlement à la diffusion de la série.